# 53rd Weather Reconnaissance Squadron
53e escadron de reconnaissance météorologique
Le 53e escadron de reconnaissance météorologique (53e WRS), également connu sous son surnom de Hurricane Hunters (chasseurs d'ouragans), est une unité de l'US Air Force et la seule organisation du département de la Défense des États-Unis à encore affronter des tempêtes tropicales et des ouragans. Il fait partie la 403e escadre de l'Air Force Reserve Command (AFRC) et est basé à Keesler Air Force Base au Mississippi. Ses dix avions, des Lockheed WC-130J, étudient les cyclones tropicaux dans l'océan Atlantique, la mer des Caraïbes, le golfe du Mexique et l'océan Pacifique central dans le but spécifique de mesurer directement les données météorologiques dans et autour de ces tempêtes. Parallèlement à sa mission opérationnelle, le 53e WRS est également chargé de recruter, d'organiser et de former le personnel pour la reconnaissance météorologique aérienne, et ses équipages sont qualifiés pour gérer des missions de transport aérien tactique.

## Histoire
L'escadron a été créé le 7 et activé le 31 août 1944 pendant la Seconde Guerre mondiale en tant que 3e escadron de reconnaissance météorologique, suivant la météo entre l'Amérique du Nord et l'Europe. Rebaptisé 53e Escadron de reconnaissance météorologique en 1945, le terme « Hurricane Hunters » lui a été affublé pour la première fois en 1946. Le 53e est devenu une partie de l'USAF avant son inactivation en 1947. Réactivé en 1951 en tant qu'unité de reconnaissance météorologique à longue portée, d'abord basée aux Bermudes et en Angleterre, il est depuis 1963 est basé dans le sud des États-Unis ou à Porto Rico avec comme principale la mission la mesure des cyclones tropicaux. Le 53e WRS a déménagé à sa station d'attache actuelle de Keesler AFB en 1973. Après avoir été brièvement inactivé à nouveau entre 1991 et 1993, il est devenu une unité de réserve de l'Air Force.

## Mission

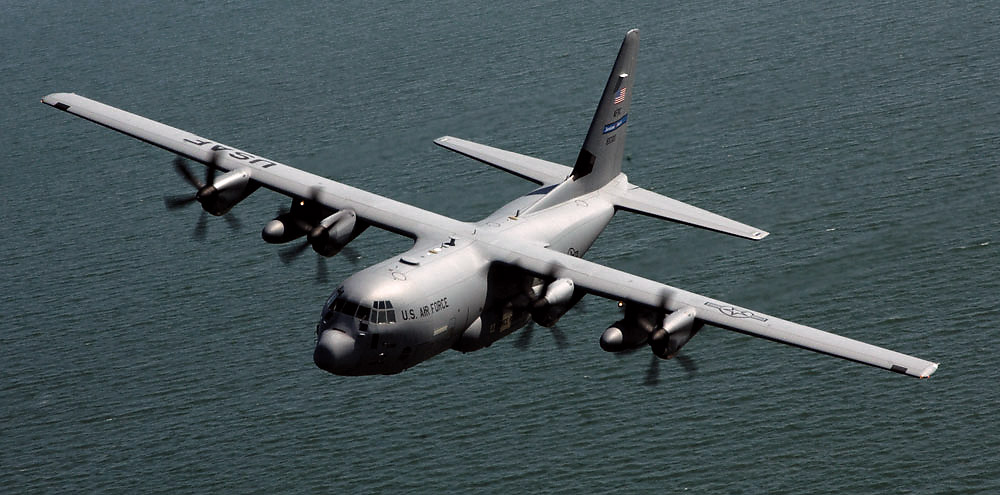
Un des Lockheed WC-130J de l'escadron.

Le 53e WRS est distinct de la flotte des avions de reconnaissances de la NOAA (une paire de Lockheed Orion WP-3D et un Gulfstream IV-SP) basée à l'aéroport international de Lakeland Linder en Floride qui effectuent également des missions de reconnaissance météorologique, de collecte de données et de recherche scientifique. Conformément à son protocole d'accord avec la NOAA, l'AFRC maintient garantie que le 53e WRS peut effectuer cinq sorties par jour depuis sa station d'attache ou deux emplacements avancés selon les exigences du plan national d'opérations contre les ouragans. En hiver, l'escadron peut également faire deux sorties par jour pour l'étude de tempêtes synoptiques. Le 53e fournit également une sous-unité, le chef de la coordination de la reconnaissance aérienne, au National Hurricane Center pour coordonner les activités des deux organisations.

## Notoriété

### Documentaire
The Weather Channel (TWC) a annoncé en janvier 2012 qu'elle présenterait une série de six épisodes de docu-réalité appelés Hurricane Hunters en juillet de la même année illustrant les opérations du 53e WRS pendant la saison des ouragans de 2011. Une deuxième saison de neuf segments, filmée en août et octobre 2012, a été diffusée sur The Weather Channel à partir de juin 2013.
Avant même sa diffusion, la série se retrouva dans une controverse par une action intentée en justice par Nicole L. Mitchell, une présentatrice météo travaillant pour le réseau, contre The Weather Channel et ses propriétaires pour cessation d'emploi en 2010 fondée sur son travail à temps partiel dans la Réserve de l'Air Force au 53e WRS. Il était allégué que sa mise à pied enfreignait la loi de 1994 qui empêche les employeurs de réservistes de les mettre à pied durant leur service,. Par la suite, Mitchell est devenue météorologue en chef d'Al Jazeera America puis passa à News 12 Networks en 2016. Depuis septembre 2015, elle est la seule météorologue militaire active avec une expérience personnelle de vol à travers l'ouragan Katrina.

### Film
Un avion chasseur d'ouragan a été représenté dans le film Hurricane de 1974. Pénétrant un ouragan menaçant la côte du golfe dans la région de la Louisiane ou du Mississippi, il repère un petit bateau de plaisance dans l'œil. Revenu dans l'œil pour guider un sous-marin venu sauver les plaisanciers, l'avion se perd en tentant de sortir pour une seconde fois.